# M. A. Foster
Pour les articles homonymes, voir Foster.
Œuvres principales
- Trilogie Ler

Michael Anthony Foster, né le 2 juillet 1939 à Greensboro en Caroline du Nord et mort le 14 novembre 2020, est un écrivain américain de science-fiction.

## Biographie
Michael Anthony Foster a été militaire dans l'US Air Force et officier de renseignement jusqu'en 1976.

## Œuvres

### TrilogieLer
1. Les Guerriers d'Aurore, Albin Michel, collection Super+Fiction no 17, 1982 ((en) The Warriors of Dawn, 1975)
2. Les Joueurs de Zan, OPTA, collection Club du livre d'anticipation no 83, 1982 ((en) The Gameplayers of Zan, 1977)
3. Le Jour des Kleshs, Albin Michel, collection Super + fiction no 20, 1983 ((en) The Days of the Klesh, 1979)

### TrilogieTransformer
1. Le Morphodite, OPTA, collection Galaxie-bis no 91, 1983 ((en) The morphodite, 1981)
2. (en) Transformer, Daw Books, 1983
3. (en) Preserver, Daw Books, 1985

### Roman indépendant
- (en) Waves, Daw Books, 1980

### Recueil de nouvelles
- (en) Owl Time, Daw Books, 1985